# Zghorta - Ehden
Zghorta - Ehden è un  comune (municipalité) del Libano situato nel distretto di Zgharta, governatorato del Nord Libano.